# Tornado de Bridge Creek-Moore
El tornado de Bridge Creek-Moore de 1999, fue un gran tornado de intensidad F5, de larga duración, y excepcionalmente poderoso que registró la velocidad de viento más alta jamás medida de un tornado, 517 km/h, por un radar Doppler móvil (DOW). Considerado como el tornado más fuerte jamás registrado que haya afectado el área metropolitana de Oklahoma City, devastó las áreas al sur de Oklahoma City, en Oklahoma, así como los municipios circundantes al sur y suroeste de la ciudad las primeras horas de la tarde del lunes 3 de mayo de 1999. El tornado abarcó 61 km durante su duración de 85 minutos, destruyendo cientos de casas, matando a 36 personas, además de a otras cinco de manera indirecta, y dejando un estimado de mil millones de dólares en daños, lo que lo ubica como el quinto más costoso registrado sin tomar en cuenta la inflación. Su gravedad motivó a que el Servicio Meteorológico Nacional de los Estados Unidos (NWS) utilizara por primera vez la declaración de emergencia por un tornado.
El tornado tocó tierra a las 6:23 p. m. (CST) en el condado de Grady, a aproximadamente 3.2 km al sursudoeste del pueblo de Amber. Se intensificó rápidamente a un violento F4, y gradualmente alcanzó la intensidad F5 después de recorrer 10.5 km, momento en el que azotó la ciudad de Bridge Creek, donde áreas de la comunidad quedaron irreconocibles. Fluctuó en su fuerza, oscilando entre la intensidad F2 y F5 antes de cruzar al condado de Cleveland, donde alcanzó la intensidad F5 por tercera vez poco antes de entrar a la ciudad de Moore. A las 7:30 p. m., el tornado cruzó el condado de Oklahoma y azotó el sureste de Oklahoma City, Del City, y Midwest City antes de disiparse cerca de las 7:48 p. m., justo a las afueras de Midwest City. Los mayores impactos de este tornado ocurrieron cerca de su intensidad máxima sobre los suburbios y zonas al sur densamente pobladas del área metropolitana de Oklahoma City. Un total de 8132 casas, 1041 departamentos, 260 negocios, 11 edificios públicos, y 7 iglesias fueron dañadas o destruidas.
Se realizaron operaciones de búsqueda y rescate a gran escala inmediatamente después del tornado en las zonas afectadas. Al día siguiente (4 de mayo), el presidente Bill Clinton firmó una declaración de desastre mayor, permitiendo que el estado recibiera apoyo federal. Los siguientes meses, la ayuda para el desastre ascendió a más de 67.8 millones de dólares. Los proyectos de reconstrucción en los años posteriores, contribuyeron a la seguridad y preparación de la comunidad ante los tornados. El 20 de mayo de 2013, las zonas aledañas a la trayectoria de la tormenta de 1999, fueron devastadas de nuevo por otro gran y violento tornado F5, resultando en la muerte de 24 personas y daños extremos en la zona sur de Oklahoma City y el área de Moore.

## Sinopsis meteorológica

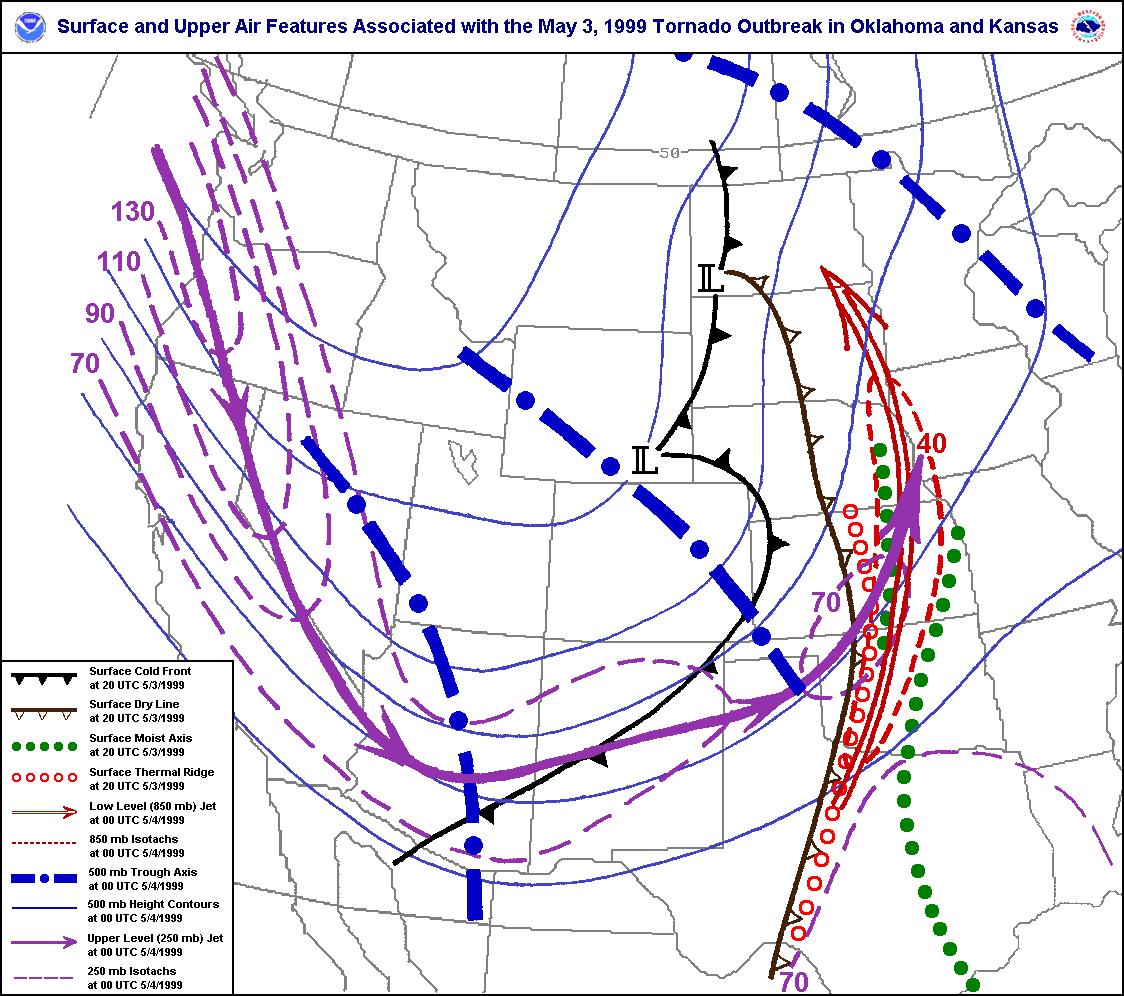
Mapa de la configuración meteorológica de la oleada de tornados de Oklahoma de 1999. El mapa muestra las características atmosféricas de la superficie y de los niveles superiores asociados con la oleada.

El tornado de Bridge Creek-Moore formó parte de una oleada mucho mayor que produjo 71 tornados a lo largo de cinco estados de las Grandes Llanuras tan solo el 3 de mayo, además de otros 25 tornados que tocaron tierra un día después en algunas de las zonas afectadas por la actividad del día anterior (varios de los cuales fueron generados por superceldas que se formaron la noche del 3 de mayo), extendiéndose hacia el este hasta el valle del río Misisipi. La actividad tornádica más prolífica asociada con la oleada del 3 de mayo, y la oleada de varios días en su conjunto, ocurrió en Oklahoma; 14 de los 66 tornados que ocurrieron en el estado esa tarde y noche ocasionaron daños consistentes con las intensidades «fuerte» (F2-F3) y «violento» (F4-F5) de la escala Fujita que, además de las áreas afectadas por la familia del tornado de Bridge Creek-Moore, afectaron a localidades como Mulhall, Cimarron City, Dover, Choctaw y Stroud.
En la mañana del 3 de mayo, en su Pronóstico Convectivo del Día 1 para los Estados Unidos, el Centro de Predicción de Tormentas (SPC), con base en Norman, a aproximadamente 16 kilómetros al sur de la futura trayectoria de daños del tornado, emitió un riesgo leve de tormentas eléctricas desde el sur de Nebraska hasta el centro de Texas. El análisis del SPC había detectado la presencia de una línea seca que se extendía desde el oeste de Kansas hasta el oeste de Texas, que se aproximaba a una masa de aire cálido y húmedo sobre las Grandes Llanuras; la condición por delante de la línea seca y una vaguada que la conectaba, ubicada sobre el noreste de Colorado, parecía favorecer el desarrollo de tormentas eléctricas ese mismo día, que incluirían granizo de gran tamaño, ráfagas descendentes, y tornados aislados.
Inicialmente, los meteorólogos del SPC subestimaron las condiciones atmosféricas que propiciarían el desarrollo de tornados esa tarde y noche. Alrededor de las 4:00 a. m., los datos del radar doppler y de perfil de viento indicaron una racha de vientos de corriente en chorro elevados de 170 km/h sobre la división entre California y Nevada, aunque los sondeos de globos meteorológicos enviados la noche anterior por las oficinas del Servicio Meteorológico Nacional (NWS) en el oeste de Estados Unidos y los datos de modelos simulados no detectaron la rápida corriente de aire a medida que se acercaba a la costa desde el océano Pacífico. Además, la línea seca era difusa, con vientos superficiales por detrás y delante del límite moviéndose a la región desde una dirección sur. Los meteorólogos del SPC comenzaron a recalcular los datos del modelo durante la mañana para tener en cuenta los perfiles de viento más fuertes causados por la corriente en chorro; los datos reconocieron que se producirían tormentas eléctricas en las Grandes Llanuras, pero discreparon sobre el área exacta de mayor riesgo de clima severo.
A las 7:00 a. m., los valores de CAPE (energía potencial convectiva disponible) empezaron a superar los 4000 J/kg, un valor extremo muy por encima del umbral climatológico, que favorece el desarrollo de tormentas eléctricas severas. A pesar de los datos contradictorios del modelo sobre el área específica donde se desarrollarían las tormentas eléctricas, la información disponible más reciente, que indicaba una configuración de tormentas eléctricas severas más favorable en esa parte del estado, impulsó al SPC a actualizar la amenaza pronosticada de clima severo a un riesgo moderado para el centro-sur de Kansas, gran parte de los dos tercios occidentales de Oklahoma, y las áreas norte-central de Texas a las 11:15 a. m. de esa mañana, lo que indicaba que las condiciones atmosféricas presentes en ese momento «proporcionarían suficiente cizalladura para unas pocas superceldas tornádicas fuertes o violentas dada la abundante humedad de bajo nivel y la alta inestabilidad.» La creciente amenaza de una oleada de un clima severo y una oleada de tornados por la tarde y noche fue recalcada por los meteorólogos del NWS en un pronóstico de tormentas eléctricas emitido por su oficina a las 12:30 p. m.
A primeras horas de la tarde, los meteorólogos de las oficinas de previsión meteorológica del SPC y del NWS (ambas compartían un complejo de oficinas cerca del aeropuerto Max Weistheimer en ese momento), se dieron cuenta de que era probable que se produjera un evento importante basándose únicamente en datos de observación de radar e imágenes satelitales y de globos meteorológicos, ya que los modelos digitales no ayudaban a los meteorólogos a determinar dónde ocurriría la mayor amenaza de tormentas severas.
Las condiciones se tornaron altamente propicias para el desarrollo de tornados a la 1:00 p. m., a medida que la cizalladura del viento se intensificaba sobre la región (como lo confirmó un vuelo con un globo sonda no programado realizado por la oficina del NWS), lo que creó una atmósfera altamente inestable. El globo sonda registró vientos del suroeste a 32 y 80 km/h respectivamente en la superficie y a 3700 m, vientos del sur de 64 km/h y vientos del oeste de 32 km/h a 6100 m; también indicó que una inversión térmica sobre la región se estaba debilitando en el suroeste de Oklahoma y el norte de Texas. Al enfriarse el aire cálido sobre la superficie, este tuvo la oportunidad de ascender y potencialmente crear tormentas eléctricas. Aunque nubes cirros (un banco que se había desarrollado sobre el oeste de Texas y se había extendido a partes de Oklahoma más tarde esa mañana) estuvieron presentes durante gran parte del día, un área de cielo despejado sobre el noroeste de Texas y el suroeste de Oklahoma más temprano esa tarde, permitió que el Sol calentara la región cargada de humedad, creando una inestabilidad atmosférica significativa.
A las 3:49 p. m., el SPC, habiendo reunido suficiente información para suponer que había una amenaza creíble de ocurriera una oleada de clima significativamente severo durante las siguientes horas, modificó su Perspectiva Convectiva del Día 1 para colocar nueve de las diez áreas occidentales del cuerpo principal de Oklahoma, el centro y centro-sur de Kansas, y los dos tercios del norte de Texas bajo un alto riesgo de clima severo, remarcando una posibilidad más alta de lo normal de tornados fuertes (F2+) dentro del área en riesgo. Aproximadamente 40 minutos después de la revisión de la Perspectiva, a las 4:30 p. m., el SPC emitió una alerta de tornado para el oeste y centro de Oklahoma, efectiva desde las 4:45 p. m. hasta las 10:00 p. m. de esa noche por la amenaza de tornados, granizo de hasta 7.6 cm de diámetro, rachas de viento de 130 km/h, y relámpagos intensos. Mientras esto ocurría, la primera celda de tormentas eléctricas del evento en desarrollo ya se había formado sobre el suroeste de Oklahoma.

## Desarrollo de la tormenta y el tornado

### Supercelda de la tormenta eléctrica

Bucle de satélite visible de las superceldas A (flecha amarilla) y B (flecha azul)

La tormenta eléctrica que finalmente produciría el tornado F5 comenzó a desarrollarse alrededor de las 3:30 p. m. de esa tarde sobre el noroeste del condado de Tillman (al sureoeste de Faxon). A pesar de la falta de sustentación general en la región, la tormenta se formó a partir de una zona horizontal de nubes convectivas, similar a una estela de condensación, que se formó durante el pico de calentamiento superficial sobre el suroeste de Oklahoma, ubicada muy por delante de la línea seca que aún se encontraba más al oeste, lo que provocó la sustentación favorable y la cizalladura de velocidad necesarias para el desarrollo de la supercelda. Siguiendo hasta el noreste, la tormenta se intensificó y entró en el condado de Comanche poco después de las 4:00 p. m. Para las 4:15 p. m., la oficina del NWS emitió una alerta de tormenta severa para el condado de Comanche, ya que la tormenta inicial continuó intensificándose rápidamente sobre la mitad sur del condado; ahí cayó granizo de hasta 4.4 cm de diámetro.
A medida que la rotación mesociclónica comenzó a fortalecerse rápidamente en la base de la nube, se emitió una alerta de tornado para los condados de Comanche, Caddo y Grady a las 4:50 p. m.; un minuto después, un pequeño tornado de aproximadamente 23 metros de diámetro, el primero de catorce asociados con la supercelda A (el NWS designó con letras a las 3 superceldas productoras en la oleada de tornados en un estudio posterior de las tormentas), se formó a 11 kilómetros al estenoreste de Medicine Park, sobre la ruta 62. Cinco tornados más se desarrollaron mientras la tormenta se desplazaba hacia el noreste; un sexto, que pudo haber alcanzado la intensidad F3, se formó poco después y provocó daños sustanciales en el centro del condado de Grady, incluyendo el aeropuerto municipal de Chickasha, donde los techos de dos hangares fueron arrancados.

### Formación del tornado de Bridge Creek-Moore
A las 6:23 p. m., el tornado nueve, asociado con la supercelda «A», comenzó a 3.2 km al sursudoeste de Amber. El tornado se intensificó rápidamente y creció de tamaño mientras cruzaba la autopista estatal 92 de Oklahoma, alcanzando la intensidad F4 a 6.4 km al estenoreste de Amber. Rápidamente se convirtió en un tornado de cuña, oscilando entre 0.4 y 1.61 km de ancho en varios puntos de su trayectoria. Los daños correspondientes a esta categoría se produjeron en los siguientes 10.5 km de su trayectoria antes de impactar Bridge Creek. Ahí, alcanzó la clasificación más alta posible de la escala Fujita, F5. En esta área, un radar meteorológico Doppler móvil, registró inicialmente vientos de 484 km/h dentro del tornado, un análisis posterior en 2021 recalculó este valor a 517 km/h, la velocidad de viento más alta registrada en un tornado.
El daño en Bridge Creek fue extremo, ya que muchas casas fueron arrasadas por completo, dejando solo las losas de concreto donde antes se alzaban las estructuras. Los peritos de daños observaron que los escombros estructurales restantes de algunas casas en esa zona estaban finamente granulados en pequeños fragmentos, y que los árboles y arbustos fueron completamente descortezados. Unas cuantas casas quedaron empotradas a sus cimientos. Aproximadamente 200 viviendas y casas prefabricadas fueron destruidas, y cientos de otras estructuras fueron dañadas. La iglesia Bautista de Ridgecrest en Bridge Creek también fue destruida. Se produjo una extensa erosión del suelo y varios vehículos fueron lanzados cientos de metros de su punto de origen. Aproximadamente 25 mm de asfalto fueron erosionados en una carretera.

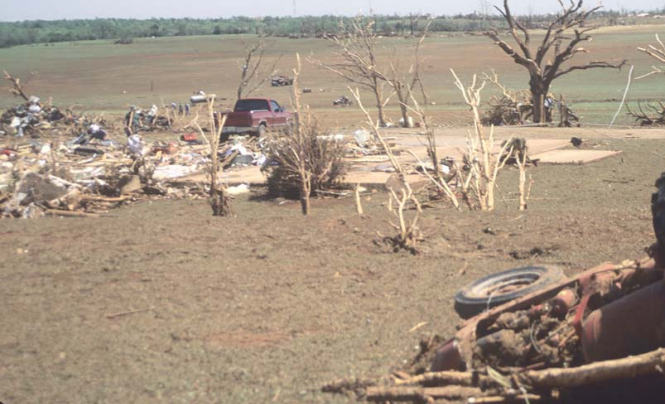
Cimientos de una casa completamente destruida en Bridge Creek, con descortezado severo y socavación visible del suelo.

Doce personas fallecieron en Bridge Creek, de las cuales nueve se encontraban en casas prefabricadas; todas las muertes y la mayoría de lesionados se concentraron en Willow Lake, Southern Hills Additions y en Bridge Creek Estates, que consistían principalmente en vecindarios de casas prefabricadas. Más de 39 personas resultaron lesionadas en la zona. Continuando hacia el noreste, el tornado se debilitó brevemente a intensidad F4 antes de volver a fortalecerse a F5 al acercarse a la división entre los condados de Grady y McClain, donde un automóvil fue lanzado a 400 metros por los aires, y una casa bien construida con pernos de anclaje quedó reducida a una losa desnuda. Para este momento, había alcanzado un ancho de 1.6 km, habiendo alcanzado su ancho máximo después de cruzar el río Canadian del sur hacia los límites del sur de Oklahoma City. El tornado luego quedó envuelto rápidamente por la lluvia. Jim Gardner, entonces piloto de una televisora local, reportó durante la cobertura en vivo de la tormenta por parte del canal, que el tornado tenía al menos 1.6 km de ancho y estaba integrado (o «envuelto por la lluvia») en el núcleo de precipitación asociado con la circulación principal, lo que dificultaba su visualización.
Al hacerse evidente que un tornado extremadamente violento se dirigía a unas de las áreas más densamente pobladas del centro de Oklahoma, cerca de las 6:57 p. m., el NWS emitió por primera vez una emergencia por tornado para la zona sur del área metropolitana de Oklahoma City. David Andra, un meterólogo de la oficina del NWS explicó que al redactar la advertencia mejorada, quería «dar a conocer a los residentes la inminencia de un tornado inusual y mortal en el área metropolitana.»
Para su uso inicial, la redacción mejorada se publicó como parte de un Aviso de Clima Severo independiente (código SAME: SVS), que tiene como objetivo actualizar al público la existencia de una alerta de tornado o tormenta severa. Para las alertas de tornado, el SVS proporciona información actualizada de la ubicación aproximada de la rotación base de la tormenta o, si ocurrió después de la emisión de la alerta inicial, un tornado reportado por el público, personal de defensa civil u observadores de tormentas, o con la posterior llegada del radar de doble polarización a principios de la década de 2010, verificado mediante la observación de la firma de los restos de un tornado. En emisiones posteriores, las emergencias por tornado se emitieron dentro de la emisión inicial de la alerta de tornado, o mediante un SVS que proporcionaba información sobre la alerta de tornado ya vigente. Dos minutos después, a las 6:59 p. m., el SPC emitió un aviso de tornado particularmente peligroso para gran parte del tercio central de Oklahoma, efectivo de las 7:15 p. m. hasta la madrugada del 4 de mayo; la discusión del resultado de observación del SPC señaló que la inestabilidad extrema compensó la cizalladura del viento «algo marginal» para favorecer la amenaza de tornados fuertes a violentos.
Paralelo a la interestatal I-44 de Oklahoma, el tornado se dirigió al condado de McClain, donce cruzó la autopista dos veces con una intensidad F4, matando a una mujer que salió despedida de un paso subterráneo donde intentaba refugiarse tras ser arrastrada por los intensos vientos; su hijo de 11 años sobrevivió sujetándose firmemente a las vigas de acero del paso elevado. Un hombre que intentó ayudar a la mujer y a su hijo sufrió heridas graves en una pierna, que fue parcialmente amputada por una señal de carretera lanzada por el viento. A las 7:10 p. m., un tornado satélite tocó tierra sobre un campo abierto al norte de Newcastle; se le catalogó como un F0 debido a la ausencia de daños. En el condado de McClain, 38 casas y dos negocios fueron destruidos, y al menos otras 40 viviendas, algunas de las cuales se encontraron bajo la intensidad de un F4, fueron arrasadas; diecisiete personas resultaron lesionadas.

### El tornado entra en Moore
Después de cruzar el río Canadian, el tornado entró al condado de Cleveland y se debilitó a intensidad F2. Para ese momento, ya había entrado al lado sur de Oklahoma City. Minutos después de entrar al condado, se recuperó a intensidad F4 y se dirigió directamente a la ciudad de Moore, alcanzado la intensidad F5 por tercera ocasión. Algunos de los daños más severos ocurrieron en el condado de Cleveland, principalmente en Moore, donde fallecieron 11 personas y lesionó a otras 293. El tornado provocó daños estimados en $450 millones de dólares a lo largo del condado. La primera área que impactó en Moore fue la subdivisión de Country Place Estates, donde destruyó 50 viviendas con una intensidad F5, además de otra casa que fue barrida por completo desde sus cimientos. Varios vehículos fueron arrastrados y arrojados cerca de 400 metros desde su ubicación original. Según la policía local, cerca de Country Place Estates, fue localizada el ala de un avión que se cree provenía del aeropuerto del condado de Grady (posiblemente arrastrada por la corriente ascendente de la tormenta cuando el sexto tornado de la supercelda impactó en el aeropuerto municipal de Chickasha). Posteriormente, el poderoso tornado impactó la densamente poblada Greenbriar Eastlake Estates con una intensidad F5, matando a tres personas y reduciendo a escombros hileras enteras de viviendas. Cuatro viviendas adyacentes quedaron completamente destruidas, quedando únicamente las losas de hormigón, lo que justifica la intensidad F5 en esa ubicación. Otras tres viviendas también sufrieron daños por un F5, y el resto de la destrucción se clasificó como F4, un nivel muy alto. Se observó un gran descortezado de árboles en esta zona. En Emerald Springs Apartments, tres personas más murieron y dos edificios de departamentos de dos plantas quedaron prácticamente arrasados con una intensidad F5.

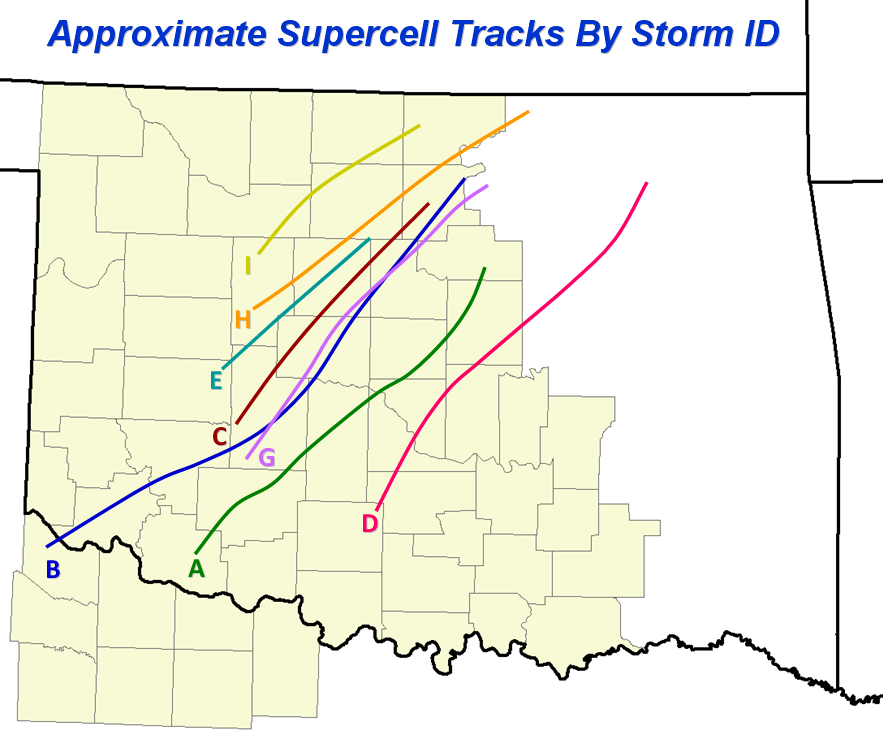
Trayectorias aproximadas de las superceldas durante la oleada. La supercelda que originó el tornado F5 está marcada con una «A» en verde.

Mientras el tornado entraba en el condado de Cleveland, el NWS activó los procedimientos de emergencia, preparándose para evacuar al personal y demás personas presentes en las instalaciones en caso de que la supercelda girara a la derecha, colocando a las zonas aledañas a la zona de Norman en la trayectoria del tornado (según el protocolo de la NOAA en situaciones que suponen un peligro para el personal de las Oficinas Meteorológicas locales y los centros de orientación relacionados, la responsabilidad de emitir emergencias y declaraciones sobre oleadas en desarrollo, debían transferirse a la Oficina Meterológica del NWS más cercana, en Tulsa, mientras que las responsabilidades de pronóstico del SPC se transferirían al Ala Meteorológica de la Base de la Fuerza Aérea Offutt). Sin embargo, la supercelda continuó su trayectoria hacia el noreste, sin afectar la zona de Norman.
También se implementaron precauciones de seguridad en otras zonas de la trayectoria de la tormenta y sus alrededores; los concejales y ciudadanos del ayuntamiento de Moore (donde se tenía programada una junta concejal esa tarde), se refugiaron en los sanitarios del primer piso del edificio, lejos de los numerosos ventanales de su fachada. En el centro de Oklahoma City, los espectadores que asistían a eventos deportivos de las ligas menores celebrados esa noche, también fueron evacuados a un almacén subterráneo conectado al estadio Chickasaw Bricktown Ballpark y al Centro de Convenciones Myriad, ante la preocupación de que la tormenta se desplazara hacia el norte y colocara a Oklahoma City en la trayectoria del tornado. Los vuelos se suspendieron en el aeropuerto Will Rogers World a medida que el borde norte de la supercelda (que contenía granizo de hasta 3.2 cm, ráfagas de viento en línea recta de hasta 110 km/h y lluvia moderada a intensa) se acercaba a la zona. El tornado giró a la derecha, alejándose de las zonas suroeste de la ciudad, ubicadas en el condado de Oklahoma, poco antes de que los funcionarios del aeropuerto comenzaran a evacuar a los empleados y visitantes de las terminales. El tráfico en la autopista interestatal I-35, en el sur de Oklahoma City y el norte de Moore, quedó congestionado durante varios kilómetros, mientras los conductores salían de sus vehículos para buscar refugio bajo un paso elevado.
Justo a las afueras de Eastlake Estates, se celebraba una ceremonia de entrega de premios en la escuela secundaria Westmoore al momento del tornado. El alertamiento oportuno permitió que los estudiantes y más de 400 personas que asistían a la ceremonia en el auditorio de la escuela fueron trasladados al edificio principal, donde se refugiaron en los pasillos reforzados y sanitarios. Finalmente, la secundaria Westmoore sufrió graves daños y docenas de autos que se encontraban en el estacionamiento fueron lanzados por los vientos, algunos de los cuales fueron destruidos por completo, o arrojados contra viviendas cercanas. No hubo heridos en la secundaria. Poco después, el tornado avanzó por otras áreas densamente pobladas de Moore, donde varias casas en zonas residenciales fueron arrasadas, con una mezcla de intensidad F4 alta y F5 baja, según se observó en un estudio. Cerca de la avenida Janeway, cuatro personas murieron en un área donde múltiples viviendas fueron completamente destruidas. Una mujer que buscaba refugio junto con su esposo y sus dos hijos, murió también al ser arrastrada por el viento desde debajo del paso elevado Shields en la interestatal I-35. El tornado se debilitó ligeramente al pasar por el barrio Highland Park en Moore, pero aun así causó daños generalizados de intensidad F3 y F4.

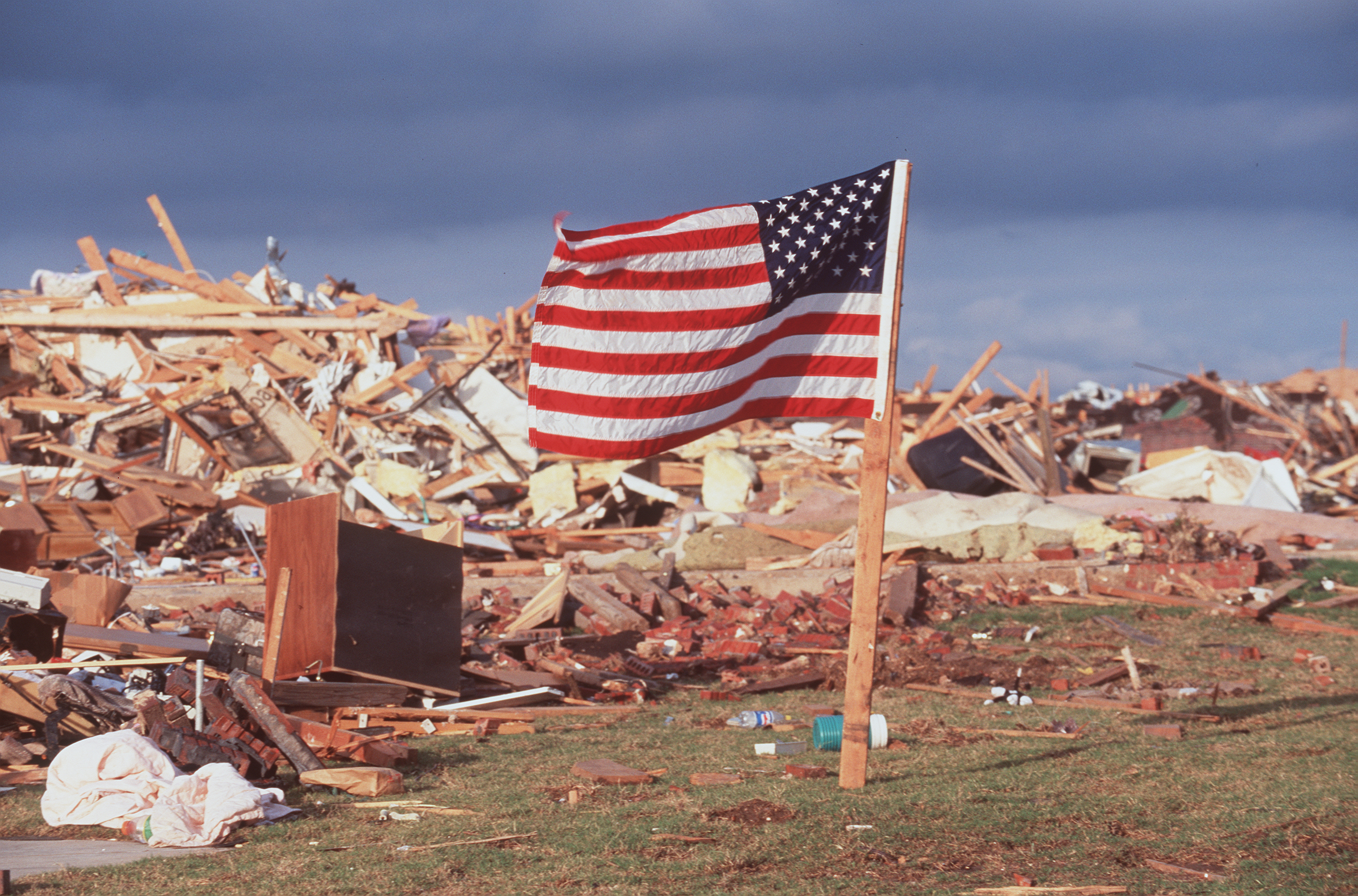
Una bandera estadounidense ondea por el viento junto a los restos de una vivienda destruida por el tornado

El tornado entró al condado de Oklahoma y azotó la periferia sureste de Oklahoma City, donde volvió a intensificarse hasta alcanzar la intensidad máxima de F4; dos personas murieron en el edificio de una empresa de camiones que fue completamente destruido. Poco antes de su paso por el condado, clientes y empleados de un centro comercial fueron evacuados a los almacenes en el sótano del edificio. Numerosos edificios industriales quedaron arrasados en esta zona de la ciudad. Un carro de ferrocarril, con un peso de 16 toneladas, fue lanzado a 1.25 km de su ubicación original. El carro rebotó a su paso, manteniéndose en el aire a una distancia de 46 a 91 metros. Muchas casas fueron destruidas en el sureste de Oklahoma City, y una mujer murió en esta área. Al cruzar la calle Southeast 44 en Del City, el tornado atravesó el complejo de viviendas Del Aire, matando a seis personas y dañando o destruyendo cientos de casas, muchas de ellas con daños de F3 a F4. Siete personas murieron como resultado directo del tornado en Del City, y cientos de hogares fueron dañados parcial o totalmente.
El tornado cruzó Sooner Road y posteriormente dañó una puerta de acceso y varios edificios de la Base de la Fuerza Aérea de Tinker; luego cruzó la calle 29 hacia Midwest City, destruyendo un edificio del complejo de Boeing y dañando otros dos. Los daños generalizados de intensidad F3/F4 continuaron mientras el tornado se movía por la interestatal I-40, afectando un gran distrito de negocios. Aproximadamente, 800 vehículos de Hudiburg Auto Group resultaron dañados al sur de la I-40. Cientos de vehículos de la concesionaria fueron arrastrados de su ubicación original en el lote, mientras que docenas de vehículos en espera de mejoras o reparaciones en otros negocios, fueron arrastrados y arrojados hacia el norte a través de la interestatal sobre varios moteles (aproximadamente una distancia de 320 metros). Numerosos moteles y otros negocios, y partes de un colegio fueron destruidos. Si bien algunos de los daños en esta área fueron clasificados como F4 fuerte, se consideró como F5 bajo, El tornado continuó hacia otra área residencial ubicada entre la Southeast 15 y la avenida Reno, donde ocurrieron otros tres decesos. Cuatro casas en esta área sufrieron daños por velocidades de viento consistentes a un F4 fuerte. Los daños disminuyeron rápidamente a intensidad F0/F1 mientras el tornado cruzaba la avenida Reno, antes de disiparse tres cuadras al norte de Reno, al sur de la división de los condados de Midwest City y Oklahoma City. En todo el condado de Oklahoma, 12 personas murieron y 234 resultaron heridas, con pérdidas en daños por un valor de 450 millones de dólares.

## Impacto y fallecimientos
Treinta y seis personas murieron como resultado directo de la tormenta, y cinco más por causas indirectas durante las horas posteriores; la mayoría de las muertes indirectas fueron debidas a ataques cardíacos o heridas sufridas mientras intentaban buscar refugio. Un sobreviviente murió a consecuencia de un disparo autoinflingido en reacción aparente por haber perdido su hogar por el tornado. De acuerdo al Departamento de Salud de Oklahoma, se estimó que 583 personas resultaron heridas por el tornado, incluyendo a quienes no acudieron a algún hospital, o no fueron contabilizados. Un total de 8132 viviendas, 1041 departamentos 260 negocios, 11 edificios públicos y siete iglesias fueron dañadas o destruidas. El costo estimado de los daños ascendieron a mil doscientos millones de dólares, lo que lo convirtió en el primer tornado en superar los mil millones de dólares en daños estimados.
Fue el tornado más letal registrado en Oklahoma desde un tornado F5 de larga trayectoria que mató a 107 personas en Woodward, el 9 de abril de 1947. También fue el más letal jamás registrado en el área metropolitana de Oklahoma City; el registro anterior lo mantenía un tornado F4 que afectó el área suroeste de la ciudad, el 12 de junio de 1942, que mató a 31 personas y provocó 500 mil dólares en daños (14.1 millones de dólares ajustados a la inflación en 2025). Fue el tornado más costoso en la historia de los Estados Unidos hasta fue fue sobrepasado por un tornado EF4 en Tuscaloosa y las áreas al norte de Birmingham, Alabama, el 27 de abril de 2011, que provocó un estimado de dos mil cuatrocientos millones de dólares en daños. Hasta el 2014, el tornado se mantenía como el cuarto más costoso, siendo sobrepasado también por los tornados EF5 que azotaron Joplin, Misuri, el 22 de mayo de 2011, y áreas de Moore cercanas a la trayectoria de la tormenta de 1999, el 20 de mayo de 2013. Además, este fue el 50.º y último tornado en Estados Unidos en ser clasificado como F5 en la escala original de Fujita antes de que fuera implementada la escala Fujita mejorada, el 1 de febrero de 2007.
Investigadores del NWS estimaron que el número de muertes por la tormenta hubiera superado probablemente los 600 de no haber sido por la alerta temprana emitida por las televisoras y estaciones de radio locales, y por las precauciones de seguridad adecuadas adoptadas por los residentes de la zona. Ya que Oklahoma ha sido históricamente propensa a la actividad tornádica, las televisoras locales, que ofrecieron cobertura continua de la oleada que originó el tornado de Bridge Creek-Moore y sus consecuencias desde su inicio en la tarde del 3 de mayo hasta la noche del 4 de mayo, han dependido durante mucho tiempo de tecnología de radar de vanguardia y de la confirmación visual de helicópteros de noticias y flotas de cazatormentas locales para cubrir eventos meteorológicos severos. Las tres estaciones afiliadas a la red, otros medios de comunicación locales y el NWS también realizan periódicamente varios simposios de preparación para tornados para garantizar que los residentes tomen precauciones en caso de que un tornado u otro clima severo afecte su área.

## Consecuencias

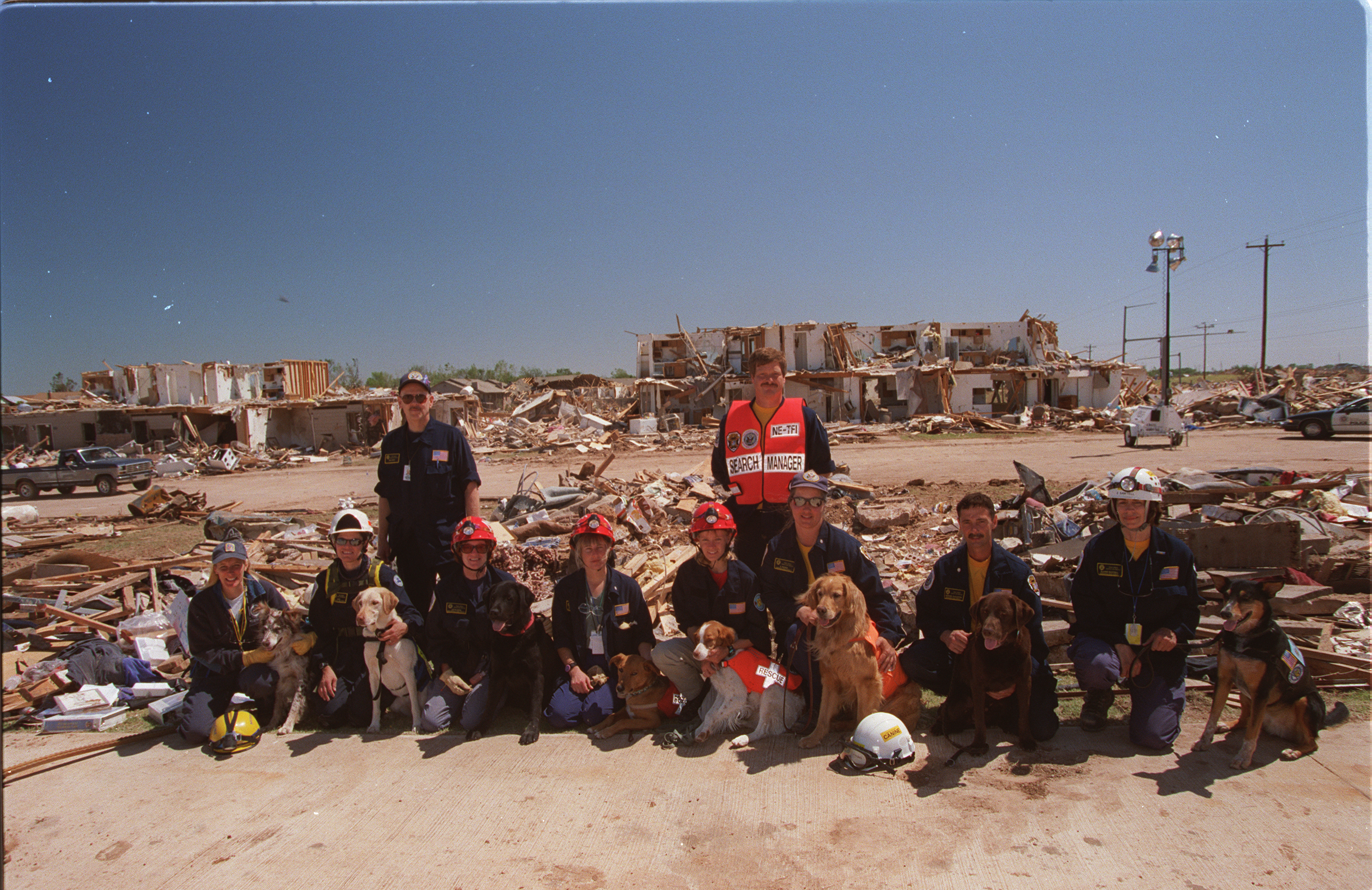
Se desplegaron equipos de búsqueda y rescate urbanos para ayudar a buscar a las personas desaparecidas tras el tornado

Tras la destructiva y generalizada oleada de tornados, el presidente Bill Clinton firmó una declaración de desastre mayor para once condados de Oklahoma (incluidos los cuatro que fueron afectados por el tornado de Bridge Creek-Moore: Cleveland, McClain, Grady y Oklahoma) el 4 de mayo. En un comunicado de prensa de la Agencia Federal de Gestión de Emergencias (FEMA), el entonces director James Lee Witt declaró: «El presidente está profundamente preocupado por la trágica pérdida de vidas y la destrucción causada por esas tormentas devastadoras.» La Cruz Roja Americana abrió diez refugios durante la noche en el centro de Oklahoma, albergando a 1600 personas inmediatamente después del desastre. Para el 5 de mayo, este número disminuyó a 500. Durante ese mismo día, varios equipos de la FEMA se desplegaron en la región tras el desastre, incluyendo unidades de respuesta a emergencias y de evaluación preliminar de daños. El Departamento de Defensa desplegó al 249.º Batallón de Ingeniería y puso al Cuerpo de Ingenieros del Ejército en alerta para brindar asistencia. El Departamento de Salud y Servicios Humanos también envió equipos médicos y mortuorios. Para el 6 de mayo, fueron establecidos centros de donación y centros de atención para juntar fondos para las víctimas de los tornados.
Las labores de búsqueda y rescate de trece personas que figuraban como desaparecidas hasta el 7 de mayo, continuaron con la asistencia de perros de búsqueda y rescates urbanos de todo el país. Cerca de mil elementos de la Guardia Nacional de Oklahoma fueron desplegados en la región afectada. La Cruz Roja instaló diez estaciones móviles de alimentación, y declaró que estaban movilizando otras treinta. El 8 de mayo se inauguró un centro de recuperación de desastres en Moore para los sobrevivientes de los tornados. De acuerdo al Cuerpo de Ingenieros del Ejército, quedaron aproximadamente 382 277 m³ de escombros, cuya limpieza tardaría probablemente semanas. En los primeros días tras la declaración del desastre, se empezaron a enviar fondos de ayuda para las familias que solicitaron apoyo. Para el 9 de mayo, cerca de 180 mil dólares fueron aprobados por la FEMA para la asistencia de vivienda por el desastre.

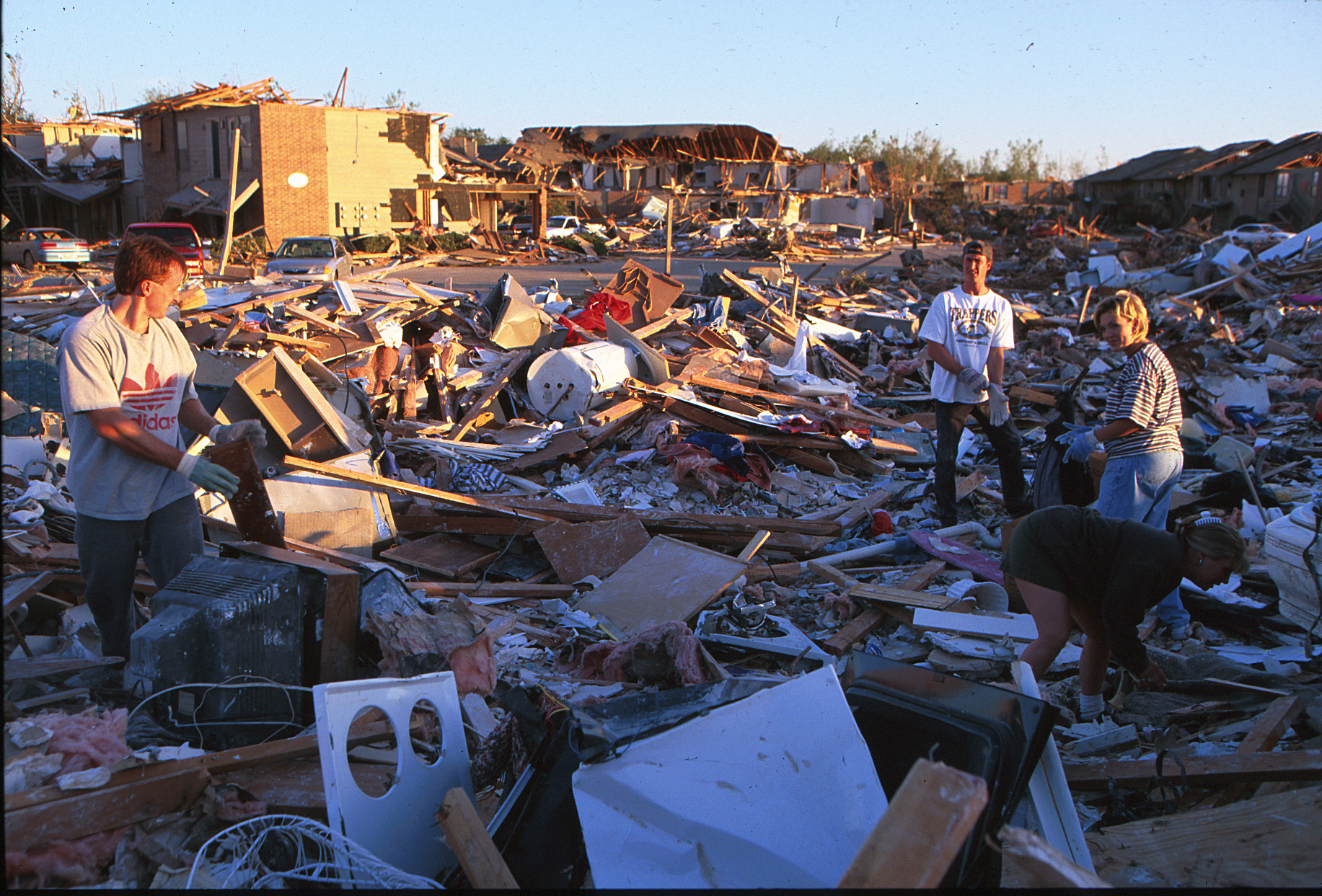
Residentes buscando pertenencias entre los escombros de sus hogares

La remoción de escombros comenzó el 12 de mayo con el envío de siete equipos de limpieza enviados a la región; se esperaba que se unieran más los días siguientes. Ese mismo día, la FEMA declaró que siete condados: Canadian, Craig, Grady, Lincoln, Logan, Noble y Oklahoma, eran elegibles para recibir asistencia federal financiera. Para el 13 de mayo, se habían aprobado aproximadamente 1.6 millones de dólares en fondos para desastres para préstamos de vivienda y negocios. Esta cantidad aumentó a poco más de $5.9 millones los cinco días posteriores. Para el 24 de mayo, cerca de tres mil voluntarios de todo el condado se transportaron a Oklahoma para ayudar a la recuperación de los residentes; mil de estos voluntarios fueron enviados a Bridge Creek para la remoción de escombros, tala de árboles, clasificación de donativos y preparación de alimentos. Con una subvención de 452,199 dólares de la FEMA, se estableció un programa de extensión comunitaria de 60 días para víctimas que sufrieron estrés relacionado con los tornados para ayudarlas a sobrellevar la tensión.
Las solicitudes de ayuda federal continuaron durante el mes de junio, y las aprobaciones estatales alcanzaron los $54 millones el 3 de junio. Para esta fecha, el Cuerpo de Ingenieros del Ejército reportó que se habían retirado 737 160 m³, casi el 58 % de los 126 hm² de escombros. Ese mismo día también estuvo disponible la asistencia para los agricultores que sufrieron pérdidas mayores por los tornados. Después de más de un mes abiertos, los refugios de emergencia fueron cerrados el 18 de junio. El 21 de ese mes, un espectáculo itinerante educativo realizado por la FEMA visitó las áreas más afectadas de Oklahoma para instar a los residentes a construir sótanos contra tormentas. De acuerdo a la FEMA, más de 9500 residentes solicitaron ayuda federal durante el período asignado a raíz de los tornados. La mayoría de los solicitantes residían en los condados de Oklahoma y Cleveland. En total, la ayuda para la recuperación de los tornados ascendió aproximadamente a $67.8 millones al cierre del 2 de julio.
Durante los siguientes cuatro años, se implementó un proyecto de 12 millones de dólares para la construcción de refugios contra tormentas para los residentes del área metropolitana de Oklahoma. El objetivo era crear una comunidad más segura en una región propensa a los tornados. Para mayo de 2003, se construyeron un total de 6016 de estos refugios. El 9 de mayo de 2003, la nueva iniciativa fue puesta a prueba cuando una oleada de tornados en la región generó un tornado F4, que tomó una trayectoria parecida a la de tornado de Bridge Creek-More. Debido a los altos estándares en seguridad pública, nadie murió durante este tornado, una mejora sustancial en tan solo cuatro años. El 20 de mayo de 2013, un tornado EF5 azotó algunas de las mismas áreas afectadas durante la tormenta de 1999, pasando por el corazón de Moore. En toda la ciudad, 24 personas murieron (junto con una persona más que murió como resultado indirecto del tornado) y más de 230 resultaron heridas.

### Concepto erróneo sobre los pasos elevados en las autopistas
Desde una perspectiva meteorológica y de seguridad, el tornado también generó el cuestionamiento del uso de los pasos elevados de las autopistas como refugios. Antes de los sucesos del 3 de mayo de 1999, videos de personas que se refugiaban en pasos elevados durante tornados, generaron confusión entre el público respecto a si los pasos elevados ofrecían un refugio seguro. Durante casi 20 años, los meteorólogos habían cuestionado la seguridad de estas estructuras; sin embargo, carecían de incidentes con pérdidas de vidas. En imágenes de un tornado ocurrido en 1991 durante una oleada en Kansas, algunas personas lograron sobrevivir al tornado de forma segura debido a una combinación improbable de acontecimientos: el tornado en cuestión era débil, tampoco impactó directamente el paso elevado, y este último tenía un diseño único.
La oleada de tornados de mayo de 1999 reavivó la preocupación de que los pasos elevados fueran lugares peligrosos para buscar refugio durante un tornado, ya que tres pasos elevados fueron impactados directamente por los tornados, con una víctima mortal en cada uno. Dos de ellas fueron por el tornado F5 de Bridge Creek-Moore, mientras que la tercera fue causada por un tornado F2 comparativamente menos intenso, que azotó un área rural en el condado de Payne, al nornoreste de Oklahoma City; muchas otras lesiones, desde graves hasta potencialmente mortales, ocurrieron también en estos lugares. Las muertes en estos pasos elevados fueron atribuidas al efecto Venturi, ya que los vientos tornádicos se aceleraron en el espacio reducido de cada uno de los pasos elevados por los que pasaron los tornados, lo que incrementó la probabilidad de que quienes resistieran el tornado fueran expulsados a gran velocidad incluso si intentaban sujetarse a las vigas. Según un estudio de la Oficina Nacional de Administración Oceánica y Atmosférica (NOAA), buscar refugio en un paso elevado «es convertirse en un blanco fijo para los escombros volantes.»

### Defectos de ingeniería
Estudios preliminares de daños realizados por un equipo de ingenieros estructurales de la Universidad Texas Tech, determinaron que muchas de las casas de madera destruidas por el tornado de Bridge Creek-More fueron construidas por debajo de los estándares mínimos del código de construcción residencial, dejando al descubierto algunas deficiencias estructurales que violaban los códigos, que se consideraban inadecuados para regiones propensas a la actividad de tornados. El equipo, liderado por el investigador meteorólogo Charles Doswell, y el ingeniero en daños por tormentas y meteorólogo Tim Marshall, determinaron que los clavos fijados a una cubierta de techo de madera contrachapada en una casa dañada no estaban anclados adecuadamente a las vigas; varias casas en áreas rurales que fueron arrastradas casi 91 metros de su ubicación original no tenían pernos de anclaje que aseguraran el marco a sus cimientos, como en el caso de Country Place Estates, donde las casas, que dejaron un rastro de escombros esparcidos a 910 metros de su ubicación, estaban unidas a los cimientos de concreto por clavos de corte cónico que se extendían solo 1.3 cm hasta las bases; muchas casas que quedaron el menos parcialmente en pie también tuvieron las puertas de sus estacionamientos (principalmente aquellas que estaban fabricadas en aluminio), colapsadas hacia adentro, lo que permitió que los vientos destructivos del tornado entraran a las viviendas.
Marshall descubrió otros restos de edificios y vehículos que se convirtieron en proyectiles de escombros, incluida una viga de acero retorcida de 90 cm, una pata de acero de una silla de jardín que se clavó en un poste de 13 × 13 cm por los violentos vientos, y una sección de una tubería de alcantarillado de 1.8 m que fue arrojada por el viento hacia el pasillo interior de una casa a través de la puerta principal. Los hallazgos del equipo también revelaron que varias casas fueron destruidas antes de experimentar el impacto total de las velocidades máximas del viento del vórtice, y algunas se desintegraron cuando los vientos externos que rodeaban al tornado principal alcanzaron velocidades de intensidad F2. Tres meses después, mientras se reconstruían las viviendas en la zona afectada, Marshall descubrió que su construcción era apenas superior a la de las viviendas destruidas por la tormenta del 3 de mayo.
La FEMA corroboró las conclusiones de Doswell y Marshall en un informe de la oleada del 3 de mayo, señalando que gran parte del daño estructural se debió a los fuertes vientos generados por el tornado y los escombros arrastrados por el viento que «produjeron fuerzas en edificios no diseñados para soportar tales fuerzas», y en algunos casos, se debió a técnicas de construcción inadecuadas y a una «mala selección» de los materiales utilizados para su construcción. El informe reconoció que era necesario revisar los requisitos del código federal de construcción por encima de los estándares mínimos vigentes en ese momento para permitir que los edificios más nuevos resistieran mejor las velocidades de viento más altas, propias de tornados de menor intensidad que el tornado que devastó Bridge Creek y Moore, reduciendo así el grado de daños, muertes y lesiones probables en edificios de construcción típicamente menos reforzada.

## En la cultura popular
Los eventos y testimonios de algunos sobrevivientes del tornado fueron presentados en un episodio de Critical Rescue, de Discovery Channel, estrenado en 2003, y en Ultimate Disaster (Mega Disaster), de National Geographic, en 2006.